# Пустяков, Александр Сергеевич
Александр Сергеевич Пустяков (1936 — 17 октября 2012, Костанай, Казахстан) — советский и казахский театральный актёр.

## Биография
Александр Пустяков родился в 1936 году. Начал актёрскую карьеру в 1957 году. В 1966 году закончил Московский государственный институт им. Луначарского (ныне Российская академия театрального искусства). В начале 1970-х годов играл в Вологодском драматическом театре. С 1974 года работал актёром Семипалатинского русского драматического театра. С 1980 года стал актёром Кустанайского областного русского драматического театра. Кроме этого играл в театрах городов Кимры и Кургана. Сыграл более 100 ролей.
Скоропостижно скончался 17 октября 2012 года на 76-м году жизни.

## Признание и награды
- Лауреат республиканского фестиваля в номинации «Лучшая мужская роль» за спектакль «Сумерки» (Караганда, 1999).
- Премия президента Республики Казахстан Н. Назарбаева за особые заслуги в области культуры и искусства (2001).
- Премия Клуба меценатов «Казына» (2006).
- Нагрудный знак Министерства культуры РК «Мәдениет қайраткері» (2009).

## Работы в театре
- «Без вины виноватые» (А. Н. Островский) — Дудкин
- «Сумерки» (Дударев) — Старцев
- «Чокан Валиханов» (Сабит Муканов) — Чингиз
- «Чайка» (А. П. Чехов) — Дорн
- «Не делайте друг другу больно» (Бексултан Жакиев)